# Burgruine Hernstein

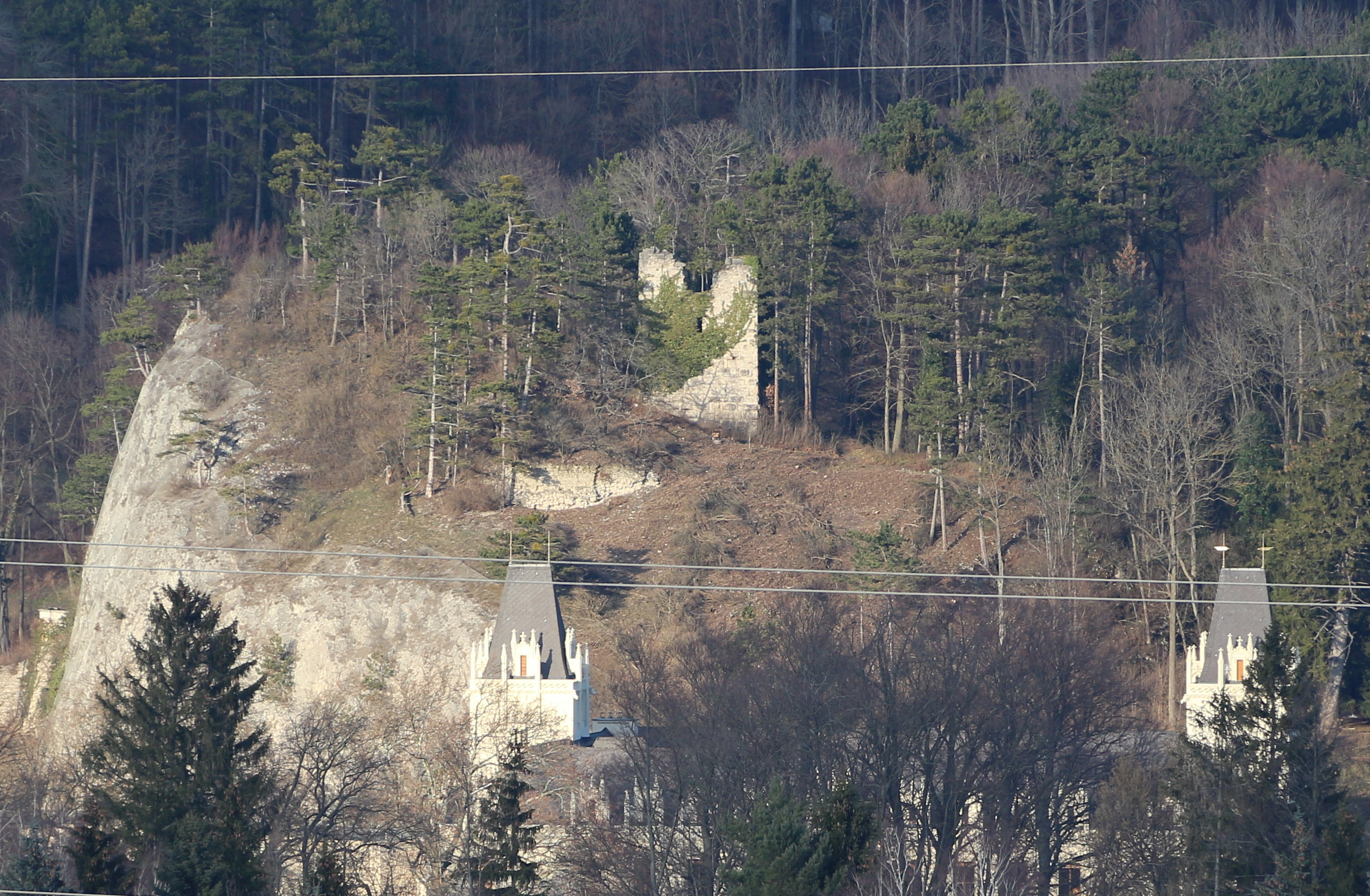
Turmrest im Hang über dem Schloss erkennbar

Die Burgruine Hernstein steht am Berghang hinter dem Schloss Hernstein in der Marktgemeinde Hernstein im Bezirk Baden in Niederösterreich.

## Geschichte
Urkundlich um 1170 genannt, stand die Burg bis 1260 im Besitz der Herrschaft Falkenstein. 1380 landesfürstlich zumeist verpfändet. 1515 war die Burg mit der Herrschaft Starhemberg vereint. Urkundlich wurde 1524 die Burg als ödes Schloss genannt.

## Burgruine
Die Reste eines quadratischen Wehrturmes mit einer Mauerstärke von 240 cm im Untergeschoß mit Quadersteinen und im Obergeschoß mit Bruchsteinmauerwerk sind erhalten. An der Süd- und Nordseite ist jeweils ein rechteckiges Fenster aus dem 12. Jahrhundert.